# Banget (Kaliwungu)
Banget is een bestuurslaag in het regentschap Kudus van de provincie Midden-Java, Indonesië. Banget telt 4151 inwoners (volkstelling 2010).